# Union Square (Washington, D.C.)
Pour les articles homonymes, voir Union Square.

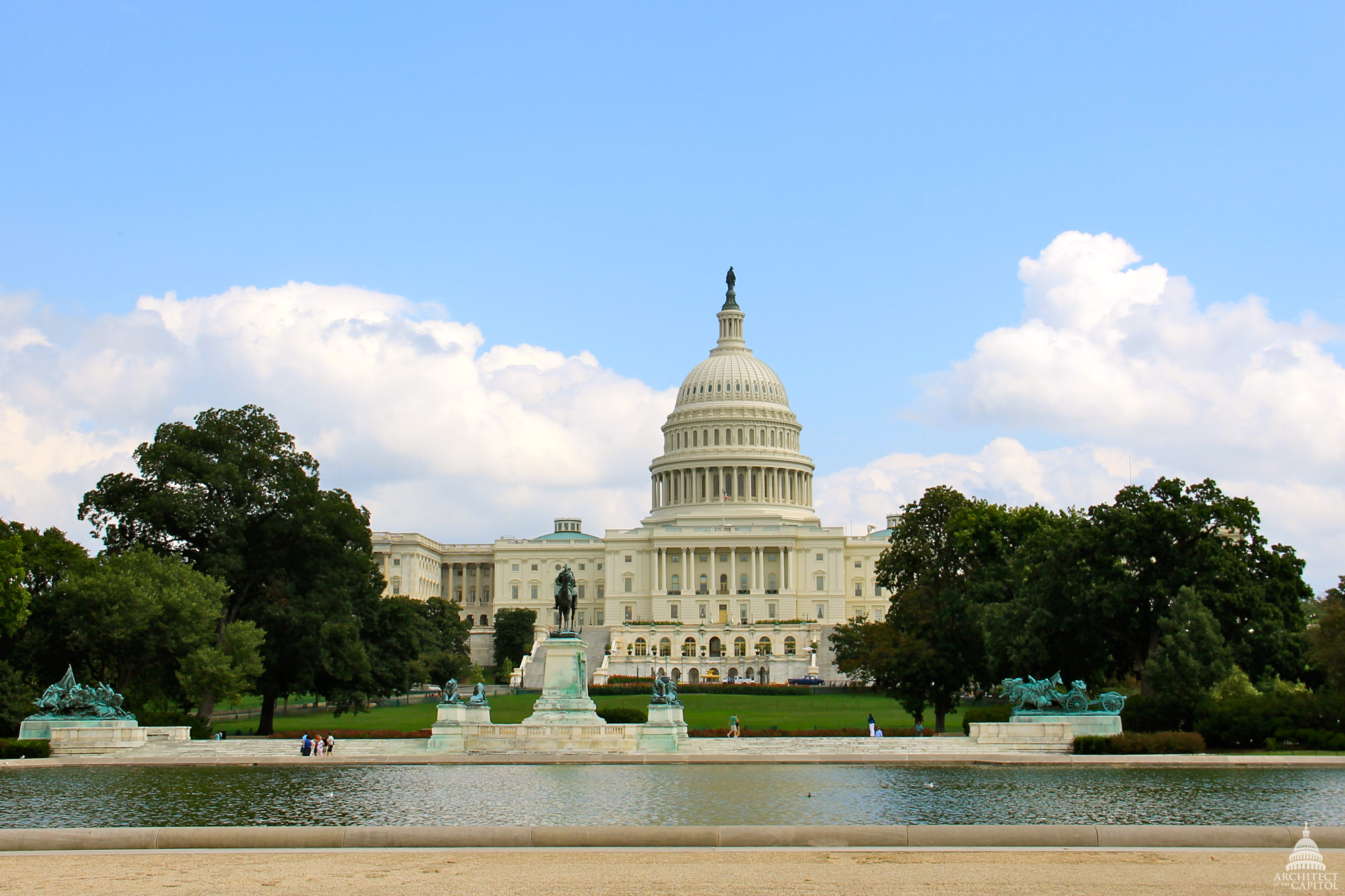
Union Square, Washington, D.C., en 2012.

Union Square est une place publique de 11 acres située au pied du quartier résidentiel Capitol Hill à Washington, DC. Elle englobe le Mémorial Ulysses S. Grant (1924) et le Capitol Reflecting Pool (1971). Elle se trouve située juste à l'ouest du Capitole. Les opinions divergent quant à savoir si la place est juste à l'est du National Mall ou si elle en est elle-même l'extrémité orientale.
Le tunnel de l'Interstate 395 passe sous Third Street, juste en dessous de Union Square. Le Mémorial de George Gordon Meade (1927) se trouvait autrefois dans la section nord-ouest de Union Square ; il a été déplacé et relocalisé depuis ce temps près de l'intersection de l'avenue de la Constitution et de Pennsylvania Avenue, NW.

## Histoire
L'espace constituant Union Square faisait partie à l'origine du complexe du Capitole. Au début des années 1930, le National Park Service a assumé la juridiction sur le site. En 2011, le 112e Congrès des États-Unis a voté une loi qui transféra à "Architect of the Capitol (en)" (AOC), une agence fédérale, la responsabilité de la gestion du site. 
Cette loi écartait ainsi le National Park Service de ses anciennes prérogatives concernant Union Square. Il en résulta une controverse: le Service des parcs nationaux avait prévu d'aménager l'espace pour accueillir des manifestations politiques, des rassemblements et des événements de divertissement. 